# میخائیل کوالیوف
میخائیل کوالیوف (روسی: Михаил Прокофьевич Ковалёв؛ ۷ ژوئیه ۱۸۹۷ - ۳۱ اوت ۱۹۶۷) یک افسر ارتش اهل روسیه بود.
وی در سپتامبر ۱۹۳۹ فرمانده جبهه بلاروس در جریان تهاجم نظامی شوروی به لهستان بود.وی هم‌چنین در جریان جنگ زمستان فرمانده ارتش پانزدهم شوروی بود.
وی همچنین برندهٔ جوایزی همچون درجه پرچم سرخ و نشان لنین شده است.